# Hyderabad (Staat)

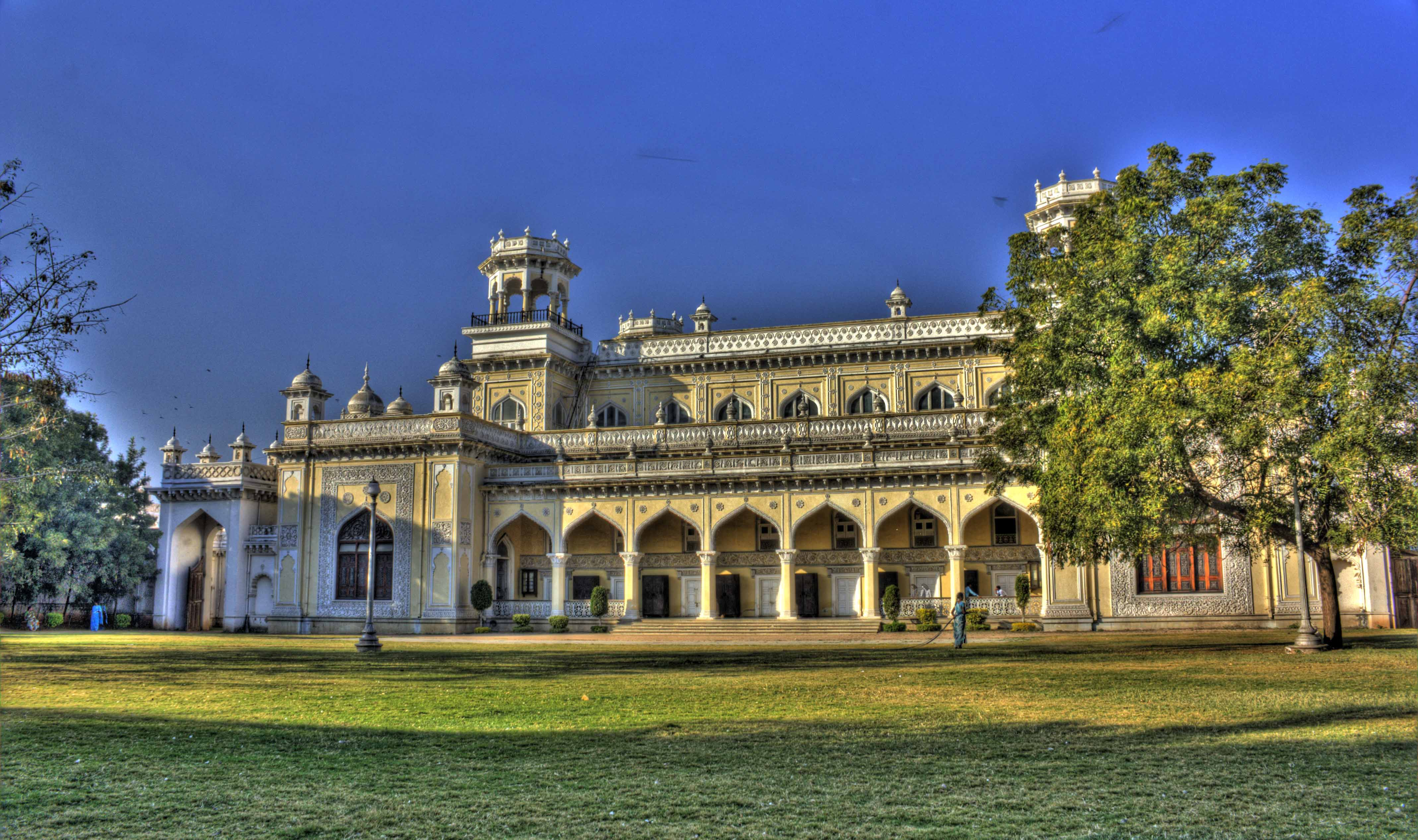
Chawmahalla-Palast

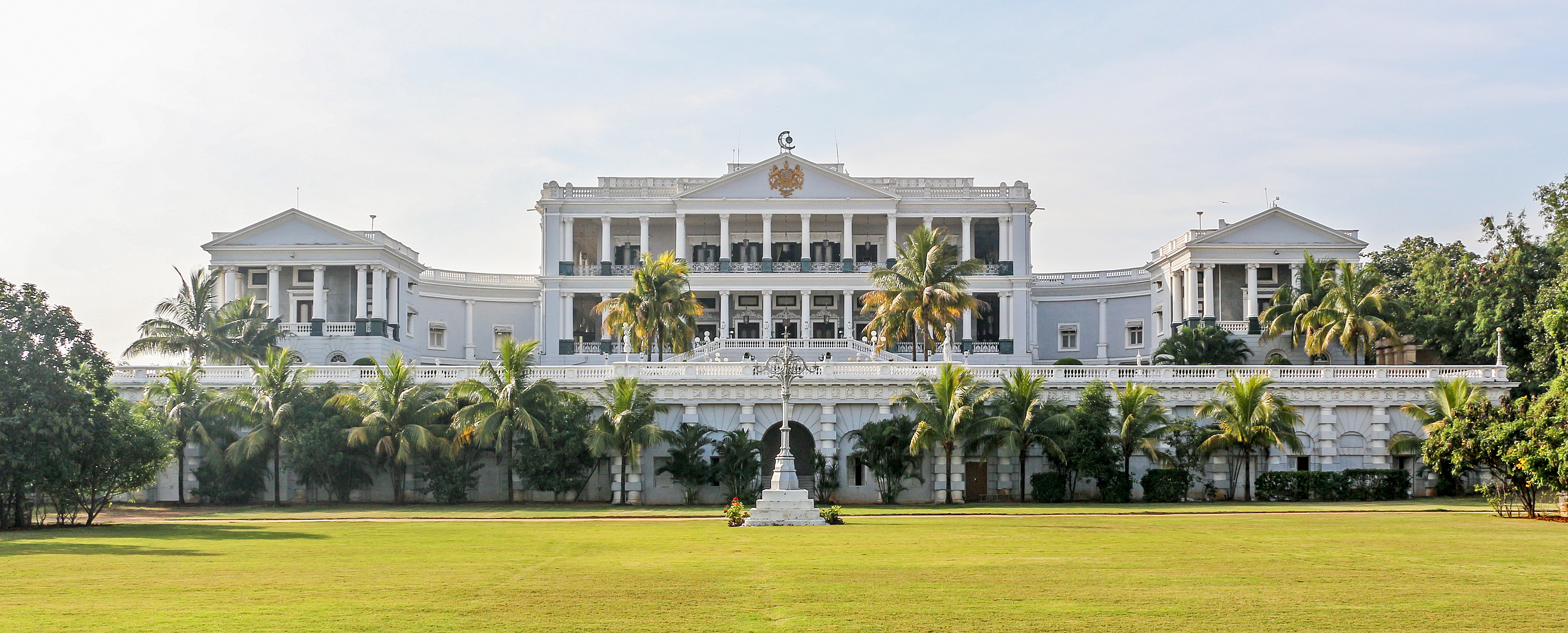
Falaknuma-Palast

Hyderabad (auch Haidarabad) war ein indischer Fürstenstaat, der zwischen 1724 und 1948/56 existierte. Hauptstadt war die gleichnamige Stadt Hyderabad. Der Staat lag auf der Hochebene des Dekkan etwa zwischen 15° 10' und 20°40' N, 74°40' und 81° 35' O. 1941 hatte Hyderabad (The Nizam’s Dominions) eine Fläche von 214.187 km² (etwa die Größe Rumäniens) und 16,6 Millionen Einwohner. An Bodenschätzen wurden Kohle, Kalk und etwas Gold gewonnen. Der östliche Teil lag im Einfluss beider Monsune, so dass die Trockenzeit nur von Dezember bis Mai dauerte. Der westliche Teil mit durchschnittlich weniger als 750 mm Regen machte die Landwirtschaft marginal und war, bei dem durch die ENSO-Oszillation verursachten Ausbleiben der Regenfälle, häufig von Hungerkatastrophen (1804, 1813, 1819, 1846, 1854, 1862, 1877, 1896/7, 1900/01, 1911) betroffen. Besonders arm war das zur Kolonialzeit stark bewaldete Gebiet von Telangana. Die Bevölkerungszahl betrug (ohne das Gebiet des einstigen Sultanates Berar) 13,375 Mio. (1911), davon 6,8 Millionen Bauern oder Landarbeiter. Die 11 % Muslime, Nachfahren der Eroberer, bildeten eine abgeschottete Oberklasse.

## Geschichte, Staat und Verwaltung
Hyderabad entstand, als der Mogulgouverneur Asaf Jah I. († 1748), der den Titel Nizam al-Mulk (= Ordnung des Reiches) trug, Vizekönig von sechs Dekkan-Provinzen wurde und nach dem Misserfolg seiner Steuer- und Machtpolitik in Delhi abdanken musste. Nizam al-Mulk machte sich 1724 mit Hilfe der Marathen in Hyderabad selbständig, wurde vom bedrängten Mogulherrscher anerkannt und stellte so weiterhin einen wichtigen Faktor der indischen Politik dar.
Die ersten beiden Nizam herrschten in traditionell feudaler Weise. Sie verbündeten sich erstmals 1766 mit den Briten, 1788 wurden die Circars abgetreten. Bis zum Abschluss mehrerer Verträge 1800–1804 war auch der französische Einfluss am Hof stark. Man zwang dem Herrscher jedoch 1808 den britenfreundlichen Raja Chandulal als Diwan auf, der Herrscher wurde mit einer Bestandsgarantie für seinen Staat belohnt. Aber noch Asaf Jah III. (r. 1803–1829) widersetzte sich den englischen Versuchen ihn als zweitklassigen Verbündeten zu behandeln. Jedoch wurde das Land 1809 endgültig Protektorat. Wie in allen Fürstenstaaten hatte der britische Resident als „Berater“ ein Mitspracherecht, das immer mehr ausgebaut wurde. 1822 verzichteten die Briten auf die Zahlung von Tributen (chaneb), den Anspruch darauf hatten sie vom Peshwa 1818 erworben.
Mit der 1853 erfolgten Abtretung der Gebiete von Osmanabad (Naldraj), Raichur Doab und Berar, das 1903 endgültig Teil der Central Provinces wurde, um angebliche Zahlungsrückstände für das Hyderabad Contingent auszugleichen, geriet man vollkommen in die Hand der ostindischen Kompanie. Die ebenfalls verpfändeten Juwelen des Nizam wurden nach England verbracht. Der Nizam gab die Ansprüche auf Berar nie auf und erhielt ab 1933 wieder einen Teil der Steuern und einige Mitspracherechte. Eine Rückgabe des Gebiets, das 1903 in die Central Provinces eingegliedert wurde, verhinderte die mächtigen Manchester Chamber of Commerce, die die Region zur Baumwoll-Monokultur nutzen wollte. 1860 wurde der von den Briten konfiszierte Fürstenstaat Sholapur (bei Osmanabad) teilweise, sowie die Distrikte Raichur Doab und Dharaseo an den Nizam zurückgegeben. Hungersnöte suchten das Land 1862 und 1866 heim. Eine Staatspost wurde 1862 eingerichtet, sie erzielte 1911 Einnahmen von über 400.000 HR. Den Verkehr mit dem restlichen Indien besorgten 1901 38 GoI-Postämter, die entsprechende Marken verwendeten.
Als Diwan Salar Jung I. 1866 darlegen konnte, dass Hyderabad unter den Bedingungen des Vertrages von 1799 Ansprüche auf einen wesentlichen Teil Mysores mit Steuereinnahmen von 4,15 Mio. hätte, sofern die Briten es annektierten, zog der Secretary of State Lord Cranborne es vor, den Adoptivsohn von Krishnaraja Wodeyar, Chama Rajendra Wodeyar als Maharaja wieder einzusetzen, wobei es half, dass der Knabe als Minderjähriger noch bis 1881 unter britischer Kontrolle stand und auch danach britische Marionette blieb.
Nachdem der Aufbau einer geordneten Verwaltung ab 1859 Fortschritte machte, wurden 1868 vier Fachminister (Sadr-id-Maham) – für Justiz, Finanzen, Polizei und Verschiedenes – dem Diwan zur Seite gestellt. Man versuchte nicht allzu sehr unter die Kontrolle der Briten zu kommen, durch kreative Buchführung rechnete man seine Verpflichtungen klein, verbotenerweise wurden Waffen hergestellt, beide Sachverhalte kamen bis 1876 auf. Kommunale Selbstverwaltung, durch ständische Councils und Local Boards gab es in den einigen Städten seit den 1880ern. Insofern wirtschaftliche Entwicklung stattfand, war sie auf die Hauptstadt und den umliegenden Bezirk (Atraf-i-Balda) beschränkt. Diese Gebiete waren als Sarf-i-kas-Land das Privateigentum des Nizam. Baumwollverarbeitung konzentrierte sich auf die Region Marathwara. Der einzige weitere größere Industriebetrieb, der vor dem Zweiten Weltkrieg gegründet wurde, war eine Zuckerfabrik.
Das Persische als Amtssprache wurde bei Hofe 1884 und in der Verwaltung 1886 durch Urdu, das zehn Prozent der Hyderabader sprechen, ersetzt. Ein Großteil der hinduistischen Bevölkerung sprach jedoch Marathi (25 %) oder Telugu (50 %). Ein Hyderabad Civil Service, nach Vorbild des ICS wurde 1888 geschaffen. Die muslimische Oberschicht (mulki) dominierte die Verwaltung, Schlüsselpositionen waren mit Briten besetzt.
Nach dem Tode von Salar Jung I. nahm der direkte britische Einfluss zu, zahlreiche höhere Beamte waren abgeordnete Engländer. Eine erste Abwendung von der absolutistischen Regierungsform kam am 20. Februar 1893 mit der Verkündung des Qanoon-cha-Mubarak, wodurch dem Diwan (Titel: Madar-ul-Moham) einige stellvertretende Minister (Moin-ul-Maham) beigegeben und ein Legislative Council geschaffen wurde. Die zunächst sechs Mitglieder des letzteren waren sämtlich Ernannte aus dem Kreise der höheren Beamten. Bereits 1894 wurde das Council – mit ausschließlich beratender Funktion – auf 15 Personen erweitert, davon 9 Beamte, je zwei jagir, vakil und Ernannte von außerhalb. 1900 kamen noch zwei Mitglieder, darunter ein Mitglied aus der Finanzwelt, hinzu. Die Mitgliedschaft wurde in den nächsten Jahren mehrfach erweitert, so dass 1913 23 Personen ernannt wurden.
Der Staat war von den verheerenden Hungersnöten 1898 und 1900–1902, bei denen offiziell 1½ Millionen Menschen verhungerten, und den folgenden Epidemien stark betroffen.
Der letzte Nizam Osmani Ali Khan (reg. 1911–1948, † 1967), stand demokratischen Ideen ablehnend gegenüber. 1914 übernahm er selbst das Amt des Premiers. Er unterstützte die britische Politik rückhaltlos, auch in Fragen des Khilafat und der Montagu-Chelmsford-Reform. Das Kabinett wurde durch ein Executive Council mit einem Präsidenten ersetzt, die Reformen wurden nach dem Rücktritt des Präsidenten Ali Imam nicht fortgeführt. Sämtliche Verordnungen (gasti) unterlagen weiterhin der Zustimmung des Herrschers; durch die Verordnung Nr. 52 von 1921 wurde jegliche politische Aktivität untersagt. Die Political Reforms Association (1923–1931) musste deshalb außerhalb des Landes arbeiten. Rede- und Pressefreiheit gab es nicht. Der Nizam hielt es für unter seiner Würde, mit den weniger bedeutenden Fürsten auf derselben Ebene in der Chamber of Princes mitzuwirken.
Politische Parteien wurden erstmals 1927–1938 gegründet. Bedeutend waren die Nizam’s Subject League, die muslimische Ittehad-ul-Musalmeen (anti-britisch, gegen repräsentative Demokratie), sowie der Hyderabad State-Ableger des INC, der eine säkulare konstitutionelle Monarchie forderte. Eine erste Satyagraha für wirkliche Religionsfreiheit fand Ende 1938 statt. Eine kommunistische Partei, in späteren Zeiten unter der ländlichen Bevölkerung im besonders rückständigen Telangana erfolgreich, gründete sich 1940 als Nachfolgeorganisation der Andhra Mahasabha (gegr. 1930). In der verarmten Region begann dann Vinoba Bhave seine Bhoodan-Bewegung.
Bemühungen um die Ausweitung demokratischer Rechte durch ein modifiziertes Council blieben, auch unter dem ansonsten fortschrittlichen Premier Sir Akbar Hydari (1935–1941), erfolglos. Der Bericht des Aiyanagar Committee 1938 schlug vor, künftig 37 Mitglieder zu ernennen und 33 für fünf Jahre wählen zu lassen. Die Sitzverteilung sollte ständisch organisiert sein, eine der zu wählenden sollte eine Frau sein. Ein erneuter Vorstoß 1946 sah ein Council mit 132 Mitgliedern vor, welches immer noch nur beratende Funktion haben sollte und dem 76 nach ständischen und kommunalistischen (je 50 % Hindus und Moslems) Prinzipien Gewählte angehören sollten. Geplant war ein Zensuswahlrecht mit einer Steuerzahlung von 100 HRs., wodurch etwa 150.000 der 16,3 Mio. Einwohner stimmberechtigt gewesen wären.

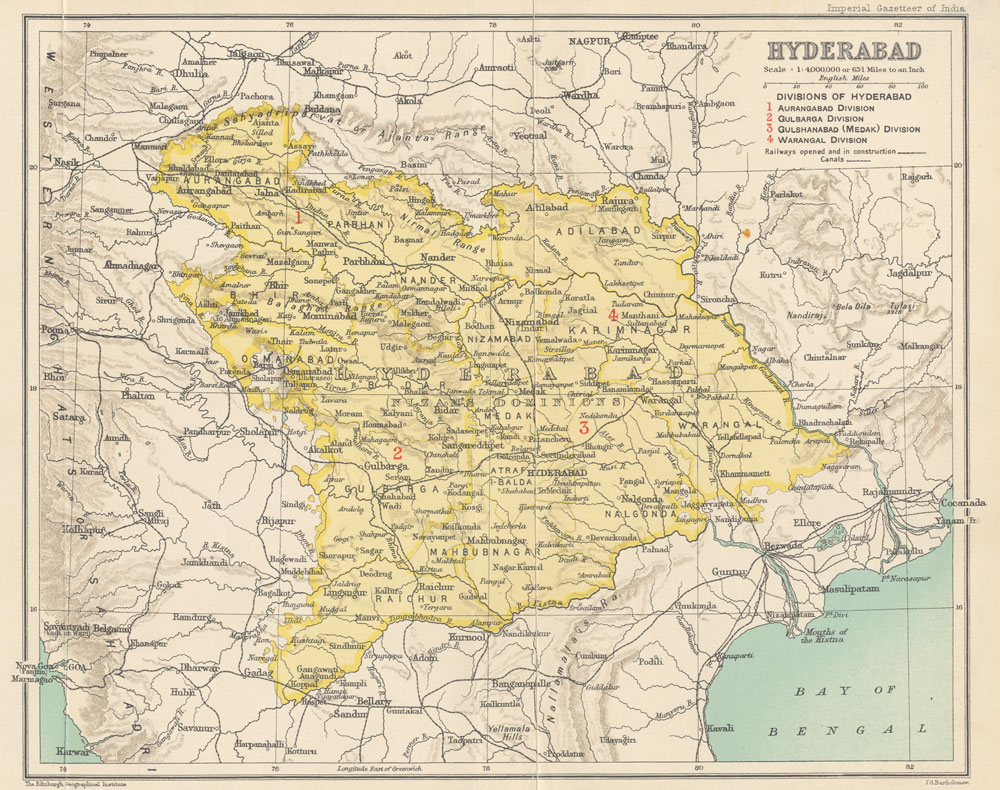
Hyderabad (1909)

Als Großbritannien 1947 auf seine Rechte als Paramount Power verzichtete und Indien in die Unabhängigkeit entließ, wollte der Nizam Hyderabad als unabhängigen Staat erhalten, war aber zu einer Kooperation mit Indien bereit; er schloss am 29. November 1947 ein Stillhalteabkommen mit Indien für ein Jahr und erklärte sich zur Zusammenarbeit auf den Gebieten Äußeres, Verteidigung und Kommunikation bereit. Aber im September 1948 besetzte Indien in einer „Polizeiaktion“ das Land, das in Indien eingegliedert und mit Inkrafttreten der neuen indischen Verfassung am 26. Januar 1950 territorial unverändert zum Bundesstaat Hyderabad in der Indischen Union wurde.

### Administrative Gliederung
Das Staatsgebiet wurde nach britischem Muster 1856 in vier Divisions (Aurangabad, Medak, Gulbarga, Warangal; 1905 umorganisiert) sowie 17 Distrikte unter jeweils einem Kommissar (subahdar) eingeteilt. Die Distrikte waren weiter in Talukas und Thasils untergliedert. Einzelne Dörfer hatten einen Patel als Vorsteher.
Bevölkerung und Steuern (in Tausend), wobei letztere trotz der dezimierten Bevölkerung 1891–1901 stiegen:
Aurangabad Division (49.200 km²)
| 1881           | 1891           | 1901                             |
| -------------- | -------------- | -------------------------------- |
| 2610 18,1 HRs. | 2909 23,2 HRs. | 2363 (−18,8 %) 38,7 HRs. (+66 %) |

Bidar Division (58223 km²; 4 Distrikte); ab 1905 Medak (Gulshanabad) Division (45109 km², 4 Distrikte)
| 1881        | 1891        | 1901                                            |
| ----------- | ----------- | ----------------------------------------------- |
| 2455 ? HRs. | 2812 ? HRs. | Bidar: 2363 (−3 %), 57 HR. Medak: 2440, 56 HRs. |

Warangal Division (54.374 km², 3 Distrikte, 1905 mit Bidar)
| 1881         | 1891           | 1901                      |
| ------------ | -------------- | ------------------------- |
| 2109 14 HRs. | 2572 22,8 HRs. | mit Bidar 2688, 47,8 HRs. |

Gulbarga Division (42.789 km² 1905, mit Bidar-Distrikt)
| 1881      | 1891      | 1901                  |
| --------- | --------- | --------------------- |
| 1947 HRs. | 2431 HRs. | 2462 (+1 %) 61,7 HRs. |

Atraf-i-balda-Bezirk (8.769 km²), Hauptstadt (67 km²) und Umland, Privateigentum des Nizam.
| 1881         | 1891          | 1901                 |
| ------------ | ------------- | -------------------- |
| 356 9,4 HRs. | 390 11,3 HRs. | 420 (+8 %) 11,3 HRs. |

### Staatsfinanzen

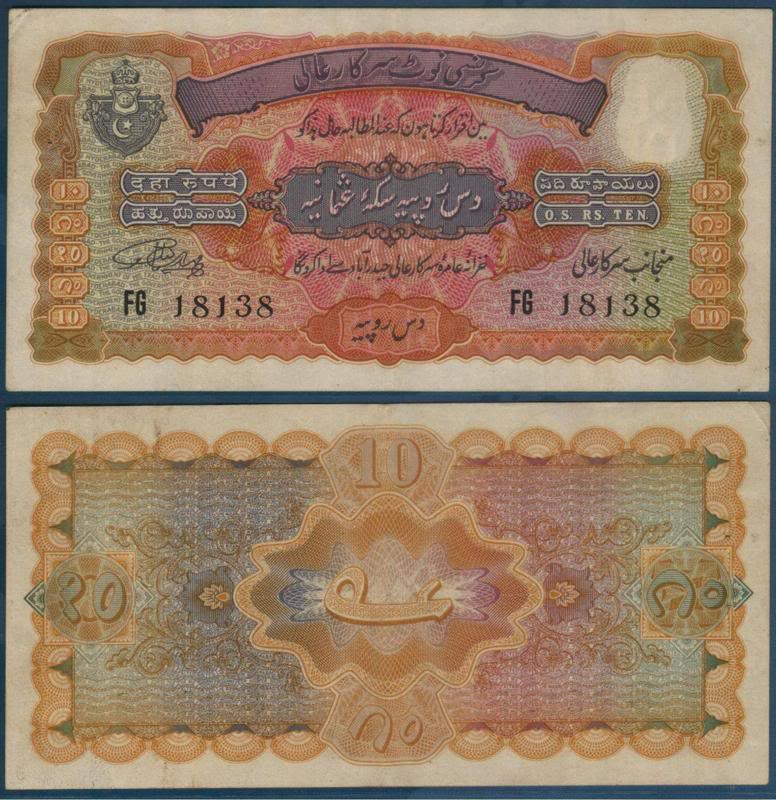
10 Hyderabad-Rupees (1940)

Zunächst waren, wie überall in den muslimisch-despotisch regierten Ländern des Ostens, die Staatsfinanzen gleichbedeutend mit den Bedürfnissen des Hofes und der Truppen. Nominell war der Staat Eigentümer allen Landes. Posten und Ländereien wurden verpachtet oder als Lehen (jagir, paigah, inam usw.) vergeben. Die Einnahmen wurden vom Diwan ausgewählten Bankiers (sahukar) übergeben, die auch die Münzprägung kontrollierten. Die inhärente Korruption des Systems mit seinen zahlreichen Mittelsmännern brachte den Staat an den Rande des Bankrotts. Erst mit dem Amtsantritt von Diwan Salar Jung I. wurde ab 1853 mit fiskalischer Buchführung begonnen. 4000 Staatsdiener wurden entlassen, ebenso korrupte Steuerpächter (Talukdars). Steuern waren nun in Geld zu zahlen, was wiederum etliche Bauern in Hungerjahren in zusätzliche Schwierigkeiten brachte. Das Atiyat-Department wurde mit der Klärung von Fragen des Landbesitzes und damit zusammenhängenden Rechten beauftragt, ein Grundbuchamt (Department of Record of Rights) wurde jedoch erst 1937 eingerichtet.
Auch behielt man bis 1953 – als einziger Fürstenstaat – das Münzregal mit eigener Währung, der Hyderabad-Rupie (HR), deren Kurs zur britisch-indischen Rupie bei etwa 7:6 lag. Der Münzgewinn erreichte 1911 300.000 HR. Ein Eichamt wurde 1914 geschaffen.
Wie in ganz Indien war die Besteuerung von Land die wichtigste Einnahmequelle. Knapp 60 % des Landes lagen unter diwani, deren Steuer durch Pächter (talukdar) eingetrieben wurde. Ein Drittel des Landes war als Lehen vergeben, wobei davon ein Drittel direkt dem Nizam als größtem Jagirdar gehörten (sarf-i-kas, Einnahmen 1911: ca. 10 Mio. HR). Weitere wichtige Einnahmequellen waren Zölle auf Einfuhren aus Britisch-Indien (1911: 7,5 Mio.; Satz 5 %), Akzisen auf Opium (1911: 700.000 HR), Salz und Alkohol (1903: 4,35; 1911: 8,2 Mio. HR) sowie Stempelgebühren (1911: <1 Mio. HR). Eine weitere Million stammte aus Gebühren für Waldnutzung, Minen und Konzessionsabgaben. Die Zinsen aus dem angelegten Budgetüberschuss betrugen 1911 2,8 Mio. HR, jedoch waren noch 2,2 Mio. HR für Altschulden aufzuwenden.
Asaf Jah VII. galt als der reichste Mann der Welt, die Bauern seines Reiches als die Ärmsten. Wer vor sein Angesicht trat, hatte ein seinem Vermögen entsprechendes Geschenk, das Nazarana abzuliefern. Seine Apanage betrug schon vor dem Ersten Weltkrieg fünf Millionen.
Für die dauernde „Verpachtung“ des von ihnen seit 50 Jahren verwalteten Berar ab November 1902 zahlten die Briten 2½ Mio., die jedoch bis 1932 mit ihren Ansprüchen verrechnet wurden, erst dann flossen sie in die Staatskasse.
| Jahr | Einnahmen | Grundsteuern | Ausgaben | Anmerkungen                                      |
| ---- | --------- | ------------ | -------- | ------------------------------------------------ |
| 1853 | 0,800     | ?            | ?        | erstes Jahr mit Buchführung                      |
| 1883 | 31,1      | ?            | ?        |                                                  |
| 1900 | 43,2      | ?            | 42,7     | folgende Dekade Finanzminister: G. Casson Walker |
| 1910 | 52,2      | 26,6         | 39,4     | Kosten des Militärs: > 5 Mio.                    |
| 1920 | 64,8      | 27,2         | 64,0     | Grundsteuer für 1922                             |
| 1930 | 76,2      | 30,0         | 82,9     |                                                  |
| 1940 | 108,9     | 33,0         | 103,8    |                                                  |
| 1947 | 209,9     | 34,1         | 347,2    |                                                  |

Hinweis: Alle Zahlen in Mio. Rupien. Einnahmen ohne Kron- und Jagir-Ländereien und Berar. Finanzjahre am 1. April beginnend. Zu beachten ist, dass die Rupie zwischen Ende der 1870-96 gegenüber Gold stark an Wert verlor, sowie kriegsbedingt 1916-21/2 und ab 1942 starke Inflation herrschte.

### Polizei und Justiz
Unter Salar Jung entstand eine Polizeiorganisation mit einem Superintendenten (Mohatamim) an der Spitze und Inspektoren (Amin), die mit ihren Polizisten einzelne Distrikte – jedoch nicht die Lehen, also 40 % des Landes – kontrollierten. Die Stadt Hyderabad unterstand einem eigenen Kommissar (Kotwal), der 1911 440 Offiziere und 3072 Mann unter sich hatte. Für den Rest des Landes stand noch einmal etwa die doppelte Zahl von Polizisten zur Verfügung. Folter war bis 1865 üblich. Die Dorfvorsteher konnten geringe Geldstrafen oder 1–2 Tage Haft gegenüber Angehörigen der Unterschicht verhängen. Für den Polizeiapparat wurden 1911 3,3 Mio. ausgegeben. Dazu kamen weitere 1,4 Mio. für Justiz und Gerichte, wobei die Gefängnisse durch die dort betriebene Zwangsarbeit vielfach Profit abwarfen. Es bestanden 17 derartige Anstalten, davon 5 größere (Central Jail), dazu eine Besserungsanstalt für Knaben und ein Gefängnis für lepröse Verbrecher. Die einzige Nervenheilanstalt des Landes, 1911 mit 284 Insassen, war im Hyderabad Central Jail.
Bis in die Zeit von Salar Jung I. war die von den arabischen Eroberern abstammende landbesitzende herrschende Oberschicht vor gerichtlicher Verfolgung dadurch geschützt, dass ihre Angehörigen nur vor spezielle Gerichte gestellt werden konnten, die von ihresgleichen besetzt waren. Die Jagirs behielten die Gerichtshoheit in ihren Lehen bis weit ins 20. Jahrhundert hinein. Privater Waffenbesitz war vor dem Ersten Weltkrieg nicht beschränkt, bis zur Jahrhundertwende galt es für Europäer als unsicher, sich ohne Leibwächter in der Hauptstadt zu bewegen. Erst zwischen 1899 und 1905 wurden Finanzverwaltung, Post, Glücksspiel, Gerichtsverfassung, Fährverkehr, Maße und Gewichte etc. auf gesetzliche Grundlagen gestellt.
Im Rahmen der Justizreformen ab 1870 unter Salar Jung wurde ein High Court, mit einem Vorsitzenden, der später ex officio Mitglied des Legislative Councils wurde, und vier, später fünf, Beisitzern eingerichtet, der über alle zivil- und strafrechtlichen Fragen entscheiden durfte. Für Zivilsachen nach hinduistischem Recht wurde 1860 ein entsprechendes Gericht geschaffen. Der Rohilla Court griff nach 1856 gegen Kinderhandel und Räuberbanden (dacoits) hart durch. Dem High Court wurde später noch ein Mufti beigegeben. In der Hauptstadt gab es separate Untergerichte für Straf- und Zivilsachen. Der Darul Kaza Court entschied Fragen des muslimischen Personenstandrechts. Die Verwaltungsbeamten auf Bezirksebene erhielten Rechte als Gerichtsherrn, sie unterstanden den Weisungen und der Kontrolle des Chief Justice. Untergerichte für zivilrechtliche Fragen konnten mit Munsifs besetzt werden. Innerhalb ihrer Lehen fungierten auch die Grundherrn als Richter, sie urteilten, je nach ihrer Bedeutung, entsprechend einem englischen Magistrate 2. oder 3. Klasse. Der Court des exterritorialen Residenten urteilte über britische Untertanen (1911: ca. 17.000). Sämtliche lebenslangen Strafen und Todesurteile – durch Köpfen vollstreckt – mussten vom Nizam bestätigt werden. Frauen wurden prinzipiell nicht zum Tode verurteilt.

## Bildungs- und Gesundheitswesen
Das Bildungswesen war, selbst für einen indischen Fürstenstaat, miserabel. Die Ausgaben für das staatliche Schulwesen lagen 1911 (76.000 Schüler, davon 6.000 Mädchen bei 3,6 Mio. Einw. <10 Jahre) bei einem Drittel der Ausgaben für die Polizei. Etwa derselbe Betrag wurde für das Gesundheitswesen aufgewendet. Die nach 1857 sehr aktiven Missionen englischer protestantischer Sekten konzentrierten ihre Arbeit hauptsächlich auf die unteren Kasten, für die einige Schulen und Kliniken eingerichtet wurden.
Das Schulwesen wurde auch im 20. Jahrhundert vernachlässigt, wodurch sich das Entstehen einer Mittelschicht verzögerte. Die Zahl der Personen, die lesen und schreiben konnten, lag 1900 (81.000 Schüler, 2,8 Mio. Einw. <10 J.) bei 1,3 %, etwa einem Fünftel des restlichen Indien. Diese Quote steigerte sich bis 1950 auf gut 5 %, jedoch waren diese Kenntnisse auf in städtischen Gebieten lebende Männer beschränkt; Muslime waren unter den Schülern vierfach überrepräsentiert. Der Anteil von Angehörigen der unteren Kasten, der ländlichen Bevölkerung und von Frauen, die irgendeine Art von Schulbildung genossen, blieb nur geringfügig über null. 1901 besuchten 13.000 Schüler 21 Sekundarschulen, diese Zahl stieg 1911 auf 16.000; 31 der 58 Mittelschulen waren staatlich. Außer den staatlichen Schulen bestanden einige „Bazar-“ und Missionsschulen sowie Medressen (seit 1890 auch eine für hauptstädtische Mädchen), die aber nicht über unterstes Grundschulniveau hinausgingen. Die muslimische Oberklasse ließ ihre Kinder durch Privatlehrer unterrichten, für Mädchen gab es im 20. Jahrhundert auch die Mamhubia Girls’ School. In den Provinzen gab es nur in den größeren Städten einige wenige Schulen der Sekundarstufe.
Kleine Fachschulen für Bauwesen und Medizin wurden in den 1870ern eingerichtet. Die Aliza-Medresse wurde nach Reorganisation zum Nizam College, das seit 1913 auch als Beamtenfachschule fungierte. Die einzige andere höhere Schule, die von Chādargāt, wurde 1880 zum College aufgewertet; beide waren verbunden mit der Universität Madras. Es gab eine Lehranstalt (Dar-ul-uloom) zur Ausbildung islamischer Theologen. Die 1917/18 gegründete Osmania Universität war die erste Hochschule im Lande.
Vor dem Ersten Weltkrieg bestanden 92 regierungseigene Polikliniken, nur das Victoria Zanana (Frauenklinik) und das Afzalganj Hospital in der Hauptstadt verdienten den Namen Krankenhaus, wenn auch die Zustände dort als miserabel beschrieben werden. Auf lokaler Ebene wurden oft Kliniken eingerichtet, die indigene (yunani) oder „ägyptische“ (misri) Heilweisen anboten.
Im Lande waren Cholera, Malaria und Pest endemisch; ein größerer Pestausbruch erfolgte noch 1931, noch verheerender waren die Epidemien 1902/3 und 1912 (offiziell > 27.000 Tote unter 31.000 Fällen).

## Infrastruktur

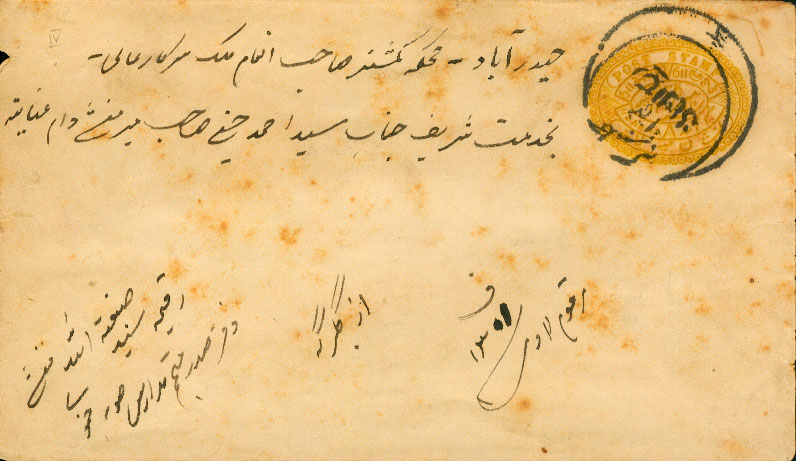
Brief der Hyderabad-Post (1888) – Adresse in Urdu

Die Nizam’s Guaranteed State Railway verband zwischen Wadi und Bezwada (heute Vijayawada) die Hauptstrecken Britisch-Indiens und gewann frühzeitig direkten Anschluss an Bombay und Madras. Der Staat bürgte für eventuell auftretende Verluste, das Unternehmen erwies sich aber als profitabel. Die Aufnahme der nötigen Anleihen, besonders der von 1876, sorgten für Unmut. Man betrieb zwischen der Hauptstadt und Manmad eine Strecke in Meterspur. Diese Hyderabad-Godavari-Bahn wurde Oktober 1900 eröffnet, der dadurch erleichterte Abtransport von Baumwolle führte zur Ausweitung des Anbaus und in der Folge zur Verteuerung von Getreide und Hülsenfrüchten. Weitere kleinere Stichbahnen entstanden im 20. Jahrhundert.
Der Straßenbau wurde vernachlässigt, 1911 gab es für jeweils 41 km² des Landes 1 km Straße, in der Regel unbefestigt und gerade breit genug für Ochsengespanne. Die Stadtverwaltungen (municipality) und Local Boards erhielten nur minimale Zuschüsse zum Ausbau von Kanalisationen, Straßen usw. Auf dem Land wurde, wenn überhaupt, der (Wiederauf)bau von Reservoiren (tank) nur durch den Famine Relief bezuschusst (erstmals 1876/77). Dabei wurde in Hungerjahren dem verbleibenden Rest der arbeitsfähigen Bevölkerung „gratis“ eine Essensration gegeben, die der Hälfte dessen entsprach, was einem Zuchthäusler zustand. Dafür war schwerste körperliche Arbeit zu leisten. Für das nunmehr bewässerte Land war dann eine mehrfach höhere Steuer fällig.
Ein erstes Kraftwerk wurde für die neue Münzanstalt 1903 gebaut, damit konnten auch die Paläste und bald darauf die Straßen der Hauptstadt elektrisch beleuchtet werden. Die Kohlenminen von Singareni, bei Yellandu, errichteten ihr eigenes Kraftwerk.
Telefon wurde erstmals 1884 eingerichtet, 1901 gab es in der Hauptstadt 154 Privatanschlüsse und 71 in Ämtern.

## Militär

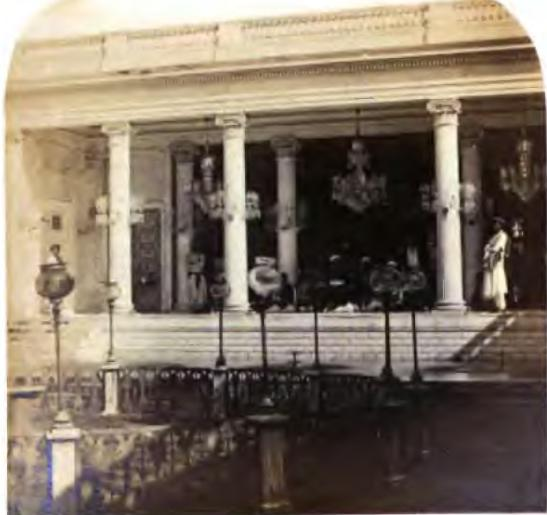
Shums-ul-Umra, der Oberbefehlshaber mit Sohn und Enkel in Hof seiner Residenz, 1862

Die Armee des Staates, um 1800 eine der schlagkräftigsten Indiens, bestand 1893 aus 6.228 Berittenen, 24.068 Mann Infanterie und 35 Geschützen, dazu kam noch die Palastwache, gestellt von einer bestimmten Klasse von Vasallen, den Paigah, die aus drei Familien stammten und Lehen von 11.700 km² mit 1901 774.000 Seelen hielten. Die Zahl wurde bis 1910 auf 46 Offiziere und 3.053 Mann verringert, die Vasallen unterhielten jedoch noch 13.000 Mann irreguläre Truppen. Ernennungen von regulären Offizieren waren dem Nizam zur Bestätigung vorzulegen. Eine spezielle Leibgarde bildeten die African Cavalry Guards, die seit 1858 aus den Reihen der Nachfahren von ehemaligen schwarzafrikanischen Sklaven rekrutiert wurden. Der Waffenkauf durch die Fürsten war seit 1858 von britischer Genehmigung abhängig. Dadurch gelangten nur wenige der im späten 19. Jahrhundert aufkommenden modernen Waffen ins Lande, die Kampfkraft der Truppen sank rapide. Die Aufwendungen sanken von durchschnittlich 700.000 HR in den 1880ern auf 637.000 HR 1904. Im Ersten Weltkrieg diente ein großer Teil der Truppen in der Expeditionary Force, die hauptsächlich in Mesopotamien eingesetzt wurde.

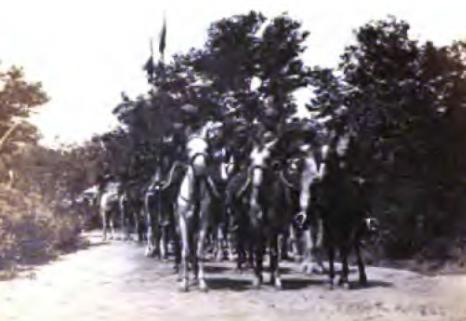
Berittene des Hyderabad Contingent, 1862

Eine der Verpflichtungen, die der Nizam in den Verträgen von 1800, 1804 und 1808 übernommen hatte, war die Stellung bzw. Bezahlung der Hyderabad Subsidiary Force bzw. des Hyderabad Contingent für die Briten. (Angebliche) Zahlungsrückstände nutzten die Kolonialherren, um sich 1853 zur Sicherung ihrer Ansprüche das Gebiet von Berar anzueignen. Das Kontingent von 7.500 Mann (4 Kavallerie-Regimenter, 9 Bataillone Infanterie) wurde im Rahmen der Umorganisation 1902 in das indische Heer integriert.
Das Angebot des Fürsten, als die Angst vor einer russischen Invasion Britisch-Indiens ihren Höhepunkt erreichte, persönlich an der Verteidigung der Grenze im Nord-Westen teilzunehmen und 600.000 £ zu tragen, gab 1886 den Anstoß zur Schaffung der Imperial Service Troops, zu denen auch andere Fürsten Kontingente abstellten. 1913 stellte Hyderabad 8 Offiziere und 688 Mann.
Sechs Meilen von der Stadt Hyderabad befand sich auf 50 km² das Secunderabad Cantonement, wo in Friedenszeiten etwa 7.000 Mann des britisch-indischen Heeres stationiert waren.